# Associazione Sportiva Giana Erminio 2024-2025
Questa voce raccoglie le informazioni riguardanti l'Associazione Sportiva Giana Erminio nelle competizioni ufficiali della stagione 2024-2025.

## Divise e sponsor
Per la stagione 2024-2025 lo sponsor tecnico è Macron, come dal 2017. Le livree delle divise da gioco richiamano i colori della bandiera italiana, a cominciare dal bianco con dettagli in blu sul colletto e sulle maniche del completo da casa, accompagnato dalla divisa da trasferta rossa con profili bianchi e dal terzo kit in verde fluo, completato da una tonalità più scura sulle spalle e sulle maniche e dal nero del logo dello sponsor. Per i portieri sono previste due divise in versione arancione e grigia.
Gli sponsor principali sono il Caseificio Bamonte, di proprietà del presidente Oreste Bamonte, e Cogeser Energia, che appare anche sul retro sotto il numero di maglia. Da ottobre, inoltre, sul dorso compare anche l'agenzia immobiliare Ekeo srl.
| Casa | Trasferta | Terza divisa |

## Organigramma societario
Dal sito internet ufficiale della società.
Area direttiva
- Presidente: Oreste Bamonte
- Vice presidente: Luigi Bamonte
- Vice presidente con delega all'Area tecnica: Cesare Albè
- Consiglieri: Rita Bamonte, Angelo Colombo, Osvaldo Vallese
- Sindaco unico: Dott. Nicola Papasodero
- Direttore generale: Angelo Colombo

Area organizzativa
- Segretario generale: Pierangelo Manzi
- Segreteria: Marinella Farina
- Team manager: Giorgio Domaneschi

Area comunicazione
- Ufficio Comunicazione: Federica Sala, Serena Scandolo
- Fotografo ufficiale: Sandro Niboli
- SLO: Matteo Motta

Area Stadio
- Responsabile: Arch. Graziano Giovinazzi
- Responsabile del campo: Vincenzo Omati
- DGE: Davide Pane
- Vice DGE: Roberto Destro
- Magazzinieri: Luigi Caccia, Paolo Albè, Vincenzo Omati
- Lavanderia: Pinuccia Vicardi Cambiè

Area tecnica
- Addetto agli Ufficiali di gara: Fabio Della Corna
- Allenatore: Andrea Chiappella
- Allenatore in seconda: Alberto Sala
- Collaboratore tecnico: Michael Maccali
- Preparatore atletico: Niccolò Legnani
- Preparatore dei portieri: Sabatino Nese
- Match Analyst: Giancarlo Bianchi

Area sanitaria
- Responsabile: Dott. Abele Guerini
- Massofisioterapista: Mauro Bulla
- Chirurgo ortopedico: Dott. Davide Mandelli

## Rosa
Dal sito internet ufficiale della società.
| N. |                   | Ruolo | Calciatore                     |
| -- | ----------------- | ----- | ------------------------------ |
| 1  | Italia (bandiera) | P     | Carlo Pirola                   |
| 4  | Italia (bandiera) | C     | Marco Nichetti                 |
| 6  | Italia (bandiera) | D     | Luca Ferri                     |
| 7  | Italia (bandiera) | C     | Daniele Pinto (capitano)       |
| 8  | Italia (bandiera) | C     | Martin Montipò                 |
| 9  | Italia (bandiera) | A     | Michele Trombetta              |
| 9  | Italia (bandiera) | A     | Mattia Tirelli                 |
| 10 | Italia (bandiera) | C     | Alessandro Lamesta             |
| 11 | Italia (bandiera) | C     | Tommaso Spaviero               |
| 11 | Italia (bandiera) | A     | Andrea Capelli                 |
| 13 | Italia (bandiera) | D     | Matteo Colombara               |
| 14 | Italia (bandiera) | C     | Matteo Marotta (vice capitano) |
| 15 | Italia (bandiera) | C     | Marco Ballabio                 |
| 17 | Italia (bandiera) | A     | Gabriel Avinci                 |
| 18 | Italia (bandiera) | D     | Vincent De Maria               |

| N. |                      | Ruolo | Calciatore         |
| -- | -------------------- | ----- | ------------------ |
| 19 | Danimarca (bandiera) | A     | David Stückler     |
| 20 | Italia (bandiera)    | A     | Carmelo Muzio      |
| 21 | Italia (bandiera)    | A     | Alberto Pala       |
| 22 | Italia (bandiera)    | P     | Stefano Mangiapoco |
| 23 | Italia (bandiera)    | D     | Lorenzo Caferri    |
| 24 | Italia (bandiera)    | D     | Davide Pirotta     |
| 26 | Italia (bandiera)    | D     | Nicolas Previtali  |
| 27 | Italia (bandiera)    | D     | Mattia Alborghetti |
| 29 | Italia (bandiera)    | P     | Luca Moro          |
| 30 | Italia (bandiera)    | C     | Nicolò Ledonne     |
| 33 | Italia (bandiera)    | C     | Federico Marchesi  |
| 37 | Italia (bandiera)    | C     | Riccardo Bassanini |
| 47 | Italia (bandiera)    | D     | Mattia Scaringi    |
| 73 | Italia (bandiera)    | C     | Emanuele Buzzi     |
| 77 | Italia (bandiera)    | D     | Andrea Piazza      |
| 99 | Italia (bandiera)    | A     | Federico Renda     |

## Calciomercato

### Sessione estiva(dal 01/07 al 31/08)
| Acquisti | Acquisti           | Acquisti      | Acquisti   |
| R.       | Nome               | da            | Modalità   |
| -------- | ------------------ | ------------- | ---------- |
| P        | Stefano Mangiapoco | Pro Palazzolo | definitivo |
| P        | Luca Moro          | Perugia       | prestito   |
| D        | Luca Ferri         |               | svincolato |
| D        | Mattia Alborghetti |               | svincolato |
| D        | Vincent De Maria   | Lucchese      | definitivo |
| D        | Matteo Milan       | Inter         | definitivo |
| D        | Mattia Scaringi    | Cremonese     | prestito   |
| C        | Tommaso Spaviero   |               | svincolato |
| C        | Federico Marchesi  |               | svincolato |
| C        | Martin Montipò     |               | svincolato |
| A        | Michele Trombetta  |               | svincolato |
| A        | Carmelo Muzio      | AlbinoLeffe   | definitivo |
| A        | Alberto Pala       | AlbinoLeffe   | definitivo |
| A        | Federico Renda     |               | svincolato |
| A        | Gabriel Avinci     |               | svincolato |
| A        | David Stückler     | Cremonese     | prestito   |

| Cessioni         | Cessioni           | Cessioni       | Cessioni      |
| R.               | Nome               | a              | Modalità      |
| ---------------- | ------------------ | -------------- | ------------- |
| P                | Samuele Magni      | Brusaporto     | prestito      |
| D                | Filippo Groppelli  |                | svincolato    |
| D                | Thomas Boafo       |                | svincolato    |
| D                | Gabriele Minotti   | Milan          | definitivo    |
| D                | Lorenzo Corno      |                | svincolato    |
| D                | Matteo Milan       | Ravenna        | definitivo    |
| D                | Lorenzo Ferrante   |                | svincolato    |
| D                | Michele Francolini |                | svincolato    |
| C                | Andrea Franzoni    |                | svincolato    |
| C                | Claudio Messaggi   |                | svincolato    |
| C                | Edoardo Gotti      | Virtus Bergamo | definitivo    |
| A                | Maguette Fall      |                | svincolato    |
| A                | Matteo Barzotti    |                | svincolato    |
| A                | Francesco Verde    |                | svincolato    |
| A                | Fabio Perna        |                | svincolato    |
| A                | Mbarick Fall       |                | svincolato    |
| Altre operazioni |                    |                |               |
| R.               | Nome               | a              | Modalità      |
| P                | Gioele Zacchi      | Sassuolo       | fine prestito |
| C                | Christian Acella   | Cremonese      | fine prestito |

### Sessione invernale(dal 02/01 al 03/02)
| Acquisti | Acquisti           | Acquisti | Acquisti   |
| R.       | Nome               | da       | Modalità   |
| -------- | ------------------ | -------- | ---------- |
| C        | Nicolò Ledonne     | Juventus | prestito   |
| C        | Riccardo Bassanini | Pisa     | prestito   |
| A        | Mattia Tirelli     | Ascoli   | definitivo |
| A        | Andrea Capelli     | Pianese  | definitivo |

| Cessioni | Cessioni          | Cessioni      | Cessioni |
| R.       | Nome              | a             | Modalità |
| -------- | ----------------- | ------------- | -------- |
| C        | Tommaso Spaviero  | Pro Palazzolo | prestito |
| C        | Federico Marchesi | Pianese       | prestito |
| A        | Carmelo Muzio     | Fossano       | prestito |

### Operazioni esterne alle sessioni
| Acquisti | Acquisti       | Acquisti | Acquisti   |
| R.       | Nome           | da       | Modalità   |
| -------- | -------------- | -------- | ---------- |
| C        | Marco Nichetti |          | svincolato |

| Cessioni | Cessioni          | Cessioni | Cessioni                |
| R.       | Nome              | a        | Modalità                |
| -------- | ----------------- | -------- | ----------------------- |
| A        | Michele Trombetta |          | rescissione consensuale |

## Risultati

### Serie C

#### Girone di andata
| Arbitro: | Maccarini (Arezzo) |

|                       |           |                      |
| Morra 42’ Zamparo 80’ | Marcatori | 19’ Ferri 87’ Piazza |

| Arbitro: | Vailati (Crema) |

|              |           |           |
| Stückler 69’ | Marcatori | 10’ Pitou |

| Arbitro: | Cappai (Cagliari) |

|  |           |                    |
|  | Marcatori | 88’ (rig.) Lamesta |

| Arbitro: | Tropiano (Bari) |

|             |           |  |
| Plescia 23’ | Marcatori |  |

| Arbitro: | Maccorin (Pordenone) |

|  |           |                           |
|  | Marcatori | 31’ Alì Zoma 34’ S. Longo |

| Arbitro: | Migliorini (Verona) |

|                            |           |  |
| Zennaro 53’ Maistrello 73’ | Marcatori |  |

| Arbitro: | Cerbasi (Arezzo) |

|                          |           |             |
| Stückler 53’ (rig.), 90’ | Marcatori | 90+3’ Nelli |

| Arbitro: | Catanzaro (Catanzaro) |

|              |           |                                               |
| Tornaghi 50’ | Marcatori | 16’ Trombetta 43’ Stückler 89’ (rig.) Lamesta |

| Arbitro: | D'Eusanio (Faenza) |

|  |           |                 |
|  | Marcatori | 26’ Delli Carri |

| Arbitro: | Totaro (Lecce) |

|                                       |           |                                 |
| Monachello 25’ Dalmazzi 60’ Corti 77’ | Marcatori | 70’ Ballabio 81’ (rig.) Lamesta |

| Arbitro: | Aldi (Lanciano) |

|                                |           |                     |
| Spaviero 2’ Lamesta 78’ (rig.) | Marcatori | 8’, 44’ L. Morosini |

| Arbitro: | Liotta (Castellammare di Stabia) |

|           |           |  |
| Fasan 76’ | Marcatori |  |

| Arbitro: | Gandino (Alessandria) |

|  |           |             |
|  | Marcatori | 5’ Mattioli |

| Arbitro: | Di Loreto (Terni) |

|  |           |            |
|  | Marcatori | 87’ Avinci |

| Arbitro: | Nigro (Prato) |

|              |           |  |
| Stückler 21’ | Marcatori |  |

| Arbitro: | Manzo (Torre Annunziata) |

|                              |           |  |
| Di Carmine 51’ Vitturini 54’ | Marcatori |  |

| Gorgonzola 1º dicembre 2024, ore 17:30 CET 17ª giornata | Giana Erminio   | 0 – 0 referto | Pergolettese | Città di Gorgonzola (622 spett.)\| Arbitro: \| Zoppi (Firenze) \| |
| Arbitro:                                                | Zoppi (Firenze) |               |              |                                                                   |

| Arbitro: | Pasculli (Como) |

|           |           |               |
| Mehić 59’ | Marcatori | 45+2’ Caferri |

| Arbitro: | Picardi (Viareggio) |

|  |           |                 |
|  | Marcatori | 2’, 72’ Palombi |

#### Girone di ritorno
| Gorgonzola 22 dicembre 2024, ore 15:00 CET 20ª giornata | Giana Erminio      | 0 – 0 referto | L.R. Vicenza | Città di Gorgonzola (1 384 spett.)\| Arbitro: \| Gauzolino (Torino) \| |
| Arbitro:                                                | Gauzolino (Torino) |               |              |                                                                        |

| Arbitro: | Peletti (Crema) |

|          |           |                   |
| Somma 8’ | Marcatori | 36’, 75’ Stückler |

| Arbitro: | Diop (Treviglio) |

|             |           |                        |
| Stückler 4’ | Marcatori | 24’ De Marino 65’ Comi |

| Arbitro: | Bozzetto (Bergamo) |

|                          |           |           |
| Lamesta 58’ Avinci 90+3’ | Marcatori | 74’ Kolaj |

| Arbitro: | Canci (Carrara) |

|  |           |                                       |
|  | Marcatori | 9’ Caferri 42’ Previtali 72’ Stückler |

| Arbitro: | Liotta (Castellammare di Stabia) |

|                                      |           |               |
| Stückler 5’ De Maria 66’ Marotta 81’ | Marcatori | 51’ Brambilla |

| Arbitro: | Viapiana (Catanzaro) |

|  |           |                    |
|  | Marcatori | 87’ (rig.) Lamesta |

| Arbitro: | Toro (Catania) |

|                          |           |             |
| Nichetti 14’ Tirelli 31’ | Marcatori | 76’ Lonardo |

| Arbitro: | Manedo Mazzoni (Prato) |

|                                   |           |  |
| Valente 3’ Fusi 70’ Buonaiuto 84’ | Marcatori |  |

| Arbitro: | Tona Mbei (Cuneo) |

|              |           |                     |
| Stückler 49’ | Marcatori | 90+1’ Jo. Tenkorang |

| Arbitro: | Vergaro (Bari) |

|  |           |             |
|  | Marcatori | 26’ Caferri |

| Arbitro: | Colaninno (Nola) |

|                                            |           |               |
| Pinto 6’ Tirelli 62’ De Maria 90+3’ (rig.) | Marcatori | 70’ Cazzadori |

| Arbitro: | Djurdjevic (Trieste) |

|              |           |  |
| Bernardi 87’ | Marcatori |  |

| Arbitro: | Frasynyak (Gallarate) |

|                                        |           |  |
| Colombara 2’ De Maria 21’ Ballabio 81’ | Marcatori |  |

| Arbitro: | Burlando (Genova) |

|           |           |  |
| Šipoš 21’ | Marcatori |  |

| Arbitro: | Cappai (Cagliari) |

|                           |           |  |
| De Maria 19’ Stückler 78’ | Marcatori |  |

| Arbitro: | Marotta (Sapri) |

|  |           |             |
|  | Marcatori | 35’ Tirelli |

| Arbitro: | Castellano (Nichelino) |

|              |           |              |
| Stückler 70’ | Marcatori | 71’ C. Gatti |

| Arbitro: | Toro (Catania) |

|                           |           |                                 |
| Palombi 8’ Morselli 90+3’ | Marcatori | 15’ (rig.) Tirelli 54’ Ballabio |

### Play-off

#### Play-off del girone
| Arbitro: | Cerbasi (Arezzo) |

|             |           |  |
| Tirelli 68’ | Marcatori |  |

| Arbitro: | Ramondino (Palermo) |

|          |           |                            |
| Calì 12’ | Marcatori | 24’ Nichetti 90+6’ Tirelli |

#### Fase nazionale
| Arbitro: | Pezzopane (L'Aquila) |

|                                       |           |            |
| Stückler 13’ Nichetti 16’ Lamesta 62’ | Marcatori | 4’ Bruschi |

| Arbitro: | Grasso (Ariano Irpino) |

|                    |           |                                      |
| Bruschi 50’ (rig.) | Marcatori | 57’ Tirelli 65’ Marotta 77’ Stückler |

| Arbitro: | Di Francesco (Ostia Lido) |

|             |           |  |
| Tirelli 54’ | Marcatori |  |

| Arbitro: | Allegretta (Molfetta) |

|                           |           |  |
| Ferrante 72’ Casasola 78’ | Marcatori |  |

### Coppa Italia Serie C

#### Turni eliminatori
| Arbitro: | Ramondino (Palermo) |

|                          |           |            |
| Ballabio 43’ Montipò 66’ | Marcatori | 78’ Guerra |

| Arbitro: | Andreano (Prato) |

|              |           |  |
| Trombetta 6’ | Marcatori |  |

#### Fase finale
| Arbitro: | Drigo (Portogruaro) |

|                                         |           |  |
| Montipò 10’ Caferri 61’ Alborghetti 71’ | Marcatori |  |

| Arbitro: | Silvestri (Roma 1) |

|                           |           |  |
| Montipò 7’, 48’ Renda 11’ | Marcatori |  |

| Arbitro: | Grasso (Ariano Irpino) |

|                     |           |               |
| Stückler 24’ (rig.) | Marcatori | 90+3’ Caccavo |

| Arbitro: | Madonia (Palermo) |

|                        |           |                                       |
| Gobetti 16’ Florio 21’ | Marcatori | 20’ De Maria 49’ Scaringi 68’ Lamesta |

| Arbitro: | Turrini (Firenze) |

|  |           |               |
|  | Marcatori | 81’ A. Cioffi |

| Rimini 8 aprile 2025, ore 20:30 CEST Finale - Ritorno | Rimini           | 0 – 0 referto | Giana Erminio | Romeo Neri (6 029 spett.)\| Arbitro: \| Mucera (Palermo) \| |
| Arbitro:                                              | Mucera (Palermo) |               |               |                                                             |

## Statistiche
Statistiche aggiornate al 21 maggio 2025.

### Statistiche di squadra
| Competizione         | Punti | In casa | In casa | In casa | In casa | In casa | In casa | In trasferta | In trasferta | In trasferta | In trasferta | In trasferta | In trasferta | Totale | Totale | Totale | Totale | Totale | Totale | DR  |
| Competizione         | Punti | G       | V       | N       | P       | Gf      | Gs      | G            | V            | N            | P            | Gf           | Gs           | G      | V      | N      | P      | Gf     | Gs     | DR  |
| -------------------- | ----- | ------- | ------- | ------- | ------- | ------- | ------- | ------------ | ------------ | ------------ | ------------ | ------------ | ------------ | ------ | ------ | ------ | ------ | ------ | ------ | --- |
| Serie C              | 57    | 19+3    | 8+3     | 6       | 5       | 24+5    | 18+1    | 19+3         | 8+2          | 3            | 8+1          | 20+5         | 21+4         | 38+6   | 16+5   | 9      | 13+1   | 44+10  | 39+5   | +10 |
| Coppa Italia Serie C | -     | 6       | 4       | 1       | 1       | 9       | 3       | 2            | 1            | 1            | 0            | 3            | 2            | 8      | 5      | 2      | 1      | 12     | 5      | +7  |
| Totale               | -     | 28      | 15      | 7       | 6       | 38      | 22      | 24           | 11           | 4            | 9            | 28           | 27           | 52     | 26     | 11     | 15     | 66     | 49     | +17 |

### Andamento in campionato
| Giornata  | 1 | 2  | 3 | 4 | 5  | 6  | 7  | 8  | 9  | 10 | 11 | 12 | 13 | 14 | 15 | 16 | 17 | 18 | 19 | 20 | 21 | 22 | 23 | 24 | 25 | 26 | 27 | 28 | 29 | 30 | 31 | 32 | 33 | 34 | 35 | 36 | 37 | 38 |
| --------- | - | -- | - | - | -- | -- | -- | -- | -- | -- | -- | -- | -- | -- | -- | -- | -- | -- | -- | -- | -- | -- | -- | -- | -- | -- | -- | -- | -- | -- | -- | -- | -- | -- | -- | -- | -- | -- |
| Luogo     | T | C  | T | T | C  | T  | C  | T  | C  | T  | C  | T  | C  | T  | C  | T  | C  | T  | C  | C  | T  | C  | C  | T  | C  | T  | C  | T  | C  | T  | C  | T  | C  | T  | C  | T  | C  | T  |
| Risultato | N | N  | V | P | P  | P  | V  | V  | P  | P  | N  | P  | P  | V  | V  | P  | N  | N  | P  | N  | V  | P  | V  | V  | V  | V  | V  | P  | N  | V  | V  | P  | V  | P  | V  | V  | N  | N  |
| Posizione | 9 | 11 | 6 | 9 | 12 | 14 | 13 | 11 | 11 | 14 | 14 | 15 | 16 | 13 | 12 | 13 | 13 | 14 | 14 | 14 | 14 | 13 | 13 | 12 | 12 | 9  | 8  | 9  | 10 | 7  | 7  | 8  | 7  | 8  | 7  | 5  | 6  | 6  |

Fonte:  Classifica Serie C Girone A, su tuttocampo.it.
Legenda:

Luogo: C = Casa; T = Trasferta. Risultato: V = Vittoria; N = Pareggio; P = Sconfitta.

### Statistiche dei giocatori
Sono in corsivo i calciatori che hanno lasciato la società a stagione in corso.
| Giocatore      | Serie C  | Serie C | Serie C     | Serie C    | Coppa Italia Serie C | Coppa Italia Serie C | Coppa Italia Serie C | Coppa Italia Serie C | Totale   | Totale | Totale      | Totale     |
| Giocatore      | Presenze | Reti    | Ammonizioni | Espulsioni | Presenze             | Reti                 | Ammonizioni          | Espulsioni           | Presenze | Reti   | Ammonizioni | Espulsioni |
| -------------- | -------- | ------- | ----------- | ---------- | -------------------- | -------------------- | -------------------- | -------------------- | -------- | ------ | ----------- | ---------- |
| M. Alborghetti | 26+6     | 0       | 4+1         | 0          | 8                    | 1                    | 0                    | 0                    | 40       | 1      | 5           | 0          |
| G. Avinci      | 17+1     | 2       | 0           | 0          | 3                    | 0                    | 0                    | 0                    | 21       | 2      | 0           | 0          |
| M. Ballabio    | 26+2     | 3       | 5+1         | 0          | 6                    | 1                    | 1                    | 0                    | 34       | 4      | 7           | 0          |
| R. Bassanini   | 3        | 0       | 0           | 0          | 0                    | 0                    | 0                    | 0                    | 3        | 0      | 0           | 0          |
| E. Buzzi       | 0        | 0       | 0           | 0          | 1                    | 0                    | 0                    | 0                    | 1        | 0      | 0           | 0          |
| L. Caferri     | 37+6     | 3       | 4+2         | 0          | 7                    | 1                    | 2                    | 0                    | 50       | 4      | 8           | 0          |
| A. Capelli     | 26+6     | 0       | 2           | 0          | 5                    | 1                    | 0                    | 0                    | 37       | 1      | 2           | 0          |
| M. Colombara   | 26+2     | 1       | 1           | 1          | 5                    | 0                    | 0                    | 0                    | 33       | 1      | 1           | 1          |
| V. De Maria    | 30+6     | 4       | 3+1         | 0          | 6                    | 1                    | 1                    | 0                    | 42       | 5      | 5           | 0          |
| L. Ferri       | 28+6     | 1       | 5           | 1          | 6                    | 0                    | 1                    | 0                    | 40       | 1      | 6           | 1          |
| A. Lamesta     | 36+6     | 6+1     | 4           | 1          | 8                    | 1                    | 0                    | 0                    | 50       | 8      | 4           | 1          |
| N. Ledonne     | 1        | 0       | 1           | 0          | 1                    | 0                    | 0                    | 0                    | 2        | 0      | 1           | 0          |
| S. Mangiapoco  | 29+6     | -33     | 2           | 0          | 3                    | -1                   | 0                    | 0                    | 38       | -34    | 2           | 0          |
| F. Marchesi    | 4        | 0       | 1           | 0          | 0                    | 0                    | 0                    | 0                    | 4        | 0      | 1           | 0          |
| M. Marotta     | 37+6     | 1+1     | 3           | 0          | 8                    | 0                    | 1                    | 0                    | 51       | 2      | 4           | 0          |
| M. Montipò     | 20+2     | 0       | 2           | 0          | 5                    | 4                    | 0                    | 0                    | 27       | 4      | 2           | 0          |
| L. Moro        | 9        | -11     | 1           | 0          | 5                    | -4                   | 0                    | 0                    | 14       | -15    | 1           | 0          |
| C. Muzio       | 1        | 0       | 0           | 0          | 1                    | 0                    | 0                    | 0                    | 2        | 0      | 0           | 0          |
| M. Nichetti    | 26+6     | 1+2     | 1           | 0          | 6                    | 0                    | 0                    | 0                    | 38       | 3      | 1           | 0          |
| A. Pala        | 13+2     | 0       | 1           | 0          | 3                    | 0                    | 0                    | 0                    | 18       | 0      | 1           | 0          |
| A. Piazza      | 9+1      | 1       | 2           | 1          | 3                    | 0                    | 1                    | 0                    | 13       | 1      | 3           | 1          |
| D. Pinto       | 32+5     | 1       | 10+1        | 0          | 6                    | 0                    | 3                    | 0                    | 43       | 1      | 14          | 0          |
| D. Pirotta     | 0        | 0       | 0           | 0          | 1                    | 0                    | 0                    | 0                    | 1        | 0      | 0           | 0          |
| N. Previtali   | 37+5     | 1       | 6           | 0          | 6                    | 0                    | 0                    | 1                    | 48       | 1      | 6           | 1          |
| F. Renda       | 15+2     | 0       | 1           | 0          | 5                    | 1                    | 0                    | 0                    | 22       | 1      | 1           | 0          |
| M. Scaringi    | 25+6     | 0       | 3+1         | 1          | 7                    | 1                    | 0                    | 0                    | 38       | 1      | 4           | 1          |
| T. Spaviero    | 12       | 1       | 0           | 0          | 2                    | 0                    | 0                    | 0                    | 14       | 1      | 0           | 0          |
| D. Stückler    | 34+6     | 13+2    | 4           | 1          | 5                    | 1                    | 0                    | 0                    | 45       | 16     | 4           | 1          |
| M. Tirelli     | 11+6     | 4+4     | 1+1         | 0          | 2                    | 0                    | 1                    | 0                    | 19       | 8      | 3           | 0          |
| M. Trombetta   | 8        | 1       | 1           | 0          | 2                    | 1                    | 0                    | 0                    | 10       | 2      | 1           | 0          |